# 近星研究會
近星研究會 (RECONS，REsearch Consortium On Nearby Stars) 是一群天文學家在1994年成立的一個國際組織，目的聚焦在調查距離太陽系10秒差距（32.6光年）以內的天體，但在2012年將範圍擴展至25秒差距的距離上。這個專案的部分目的是希望更精確的調查當地的恆星系統，能有助於更好的瞭解銀河系這個恆星系統的整體。

## 值得注意的發現
從1994年開始，這個聯盟的成員以作者的分在天文期刊上發表了一系列有關太陽附近鄰居的文章。現在這一系列的論文和意見書的數量已經多達20餘件。以下是這一系列的一些發現： 
- GJ 1061：是在20世紀的發現中，距離最近的天體，只有11.9光年[2]。

- DENIS 0255-4700：第一個被精確測量距離的天體，距離為16.2年。現在知道這是距離太陽系最近的一顆光譜為L型的棕矮星[3]。

- 在距離太陽系10秒差距的範圍內，發現20個過去不知道的恆星系；其中有8個新的系統是在2000年至2005年間宣布的[4]。

從2004年起，近星研究會在提交給美國天文學會通告的論文都很明確的列出具名為作者。
近星研究會的最近的100個恆星系統 （页面存档备份，存于）網頁頻繁的被參考。只要一有新的發現，這份清單就會更新。
所有的近星視差表 （页面存档备份，存于）都是有效的，還有所有的論文都放置在 太陽的鄰居 （页面存档备份，存于） 系列，由Adric Riedel製作的近星影片 （页面存档备份，存于） 和舉例的資料都是在25秒差資料庫中的資料。

## 成員
美國亞特蘭大喬治亞州立大學的陶德 J.亨利是這個組織的創辦人和董事。其他參與這個計畫，具有關鍵性的天文學家還有喬治亞州立大學的饒衛春（Wei-Chun Jao）、John Subasavage（旗桿市的美國海軍天文台）、Charlie Finch（華盛頓特區的美國海軍天文台）、Adric Riedel（AMNH/Hunter College）、Sergio Dieterich（喬治亞州立大學）、詹妮弗·溫特斯（Jennifer Winters，喬治亞州立大學）、和Phil Ianna（維吉尼亞大學）。

## 外部連結
- RECONS Homepage